# Трипп (Вісконсин)
Трипп (англ. Tripp) — місто (англ. town) в США, в окрузі Бейфілд штату Вісконсин. Населення — 244 особи (2020).

## Демографія
Згідно з переписом 2010 року, у місті мешкала 231 особа в 91 домогосподарстві у складі 64 родин. Було 159 помешкань
Расовий склад населення:
| - 94,4 % — білих - 0,9 % — корінних американців - 0,9 % — азіатів |

До двох чи більше рас належало 3,9 %. Частка іспаномовних становила 0,4 % від усіх жителів.
За віковим діапазоном населення розподілялося таким чином: 22,5 % — особи молодші 18 років, 67,5 % — особи у віці 18—64 років, 10,0 % — особи у віці 65 років та старші. Медіана віку мешканця становила 42,5 року. На 100 осіб жіночої статі у місті припадало 97,4 чоловіків;  на 100 жінок у віці від 18 років та старших — 113,1 чоловіків також старших 18 років.
Середній дохід на одне домашнє господарство  становив 67 824 долари США (медіана — 58 000), а середній дохід на одну сім'ю — 71 218 доларів (медіана — 59 000). Медіана доходів становила 38 542 долари для чоловіків та 29 792 долари для жінок. За межею бідності перебувало 12,2 % осіб, у тому числі 21,1 % дітей у віці до 18 років та 0,0 % осіб у віці 65 років та старших.
Цивільне працевлаштоване населення становило 71 особа. Основні галузі зайнятості: освіта, охорона здоров'я та соціальна допомога — 23,9 %, будівництво — 18,3 %, публічна адміністрація — 11,3 %, роздрібна торгівля — 9,9 %.